# Маседа, Антонио
Антонио Маседа Франсес (исп. Antonio Maceda Francés; род. 16 мая 1957, Сагунто) — испанский футболист и тренер, выступал на позиции защитника.
Антонио сыграл почти 40 матчей за сборную Испании, а также участвовал в двух чемпионатах мира (1982 и 1986) и ЕВРО-1984, где он попал в символическую сборную турнира и стал лучшим бомбардиром своей команды.

## Биография
Антонио Маседа родился в городе Сагунто. За свою профессиональную карьеру он играл только за два клуба: «Реал Мадрид» и «Спортинг». В своем втором сезоне в Ла Лиге его команда заняла второе место и вышла в Кубок УЕФА на следующий год, где вылетели в первом же раунде.
После того, как он стал одним из лучших защитников испанской лиги, в 1985 году Антонио перешёл в лучшую команду тех лет — Реал Мадрид. В дебютном сезоне в новой команде Антонио забил целых пять мячей (больше половины всех забитых за 9 лет мячей в Спортинге) и завоевал Кубок УЕФА. Из-за травмы, полученной в сборной, Антонио вынужден был уйти из спорта довольно рано — в 31 год. Всего за свою карьеру он сыграл 242 матча и забил 25 голов.
После своей игровой карьеры он начал работать тренером. Его четвёртым клубом стал родной «Спортинг», но после того, как его команда заняла последнее место с позорным результатом в 13 очков, он уволился.
В национальной сборной Маседа сыграл 36 матчей и забил 8 мячей. Также он участвовал в трёх крупных турнирах : ЧМ-1982, ЧМ-1986 и Чемпионате Европы, где он забил два гола в историческом матче сборной Испании против сборной Мальты.
Пик его международной карьеры пришёлся как раз на чемпионат Европы. В групповом этапе он удивил всех, когда на последней минуте забил гол одной из сильнейших сборных того времени — сборную ФРГ. В полуфинале, где сборная Испании встречалась с Данией, Маседа забил гол на 67-й минуте, который вывел Испанию в овер-тайм, а потом в серию пенальти, где испанцы выиграли со счётом 5-4. Ну а в финале испанцы ничего не смогли противопоставить великолепной Франции во главе с Мишелем Платини, забившим к финалу 8 мячей в 4 матчах. Маседа не участвовал в финале из-за дисквалификации.
Ушёл из спорта Антонио после ЧМ-1986 из-за серьёзной травмы, а первый матч он сыграл 25 марта 1981 года с Англией.

### Список голов в сборной
| #  | Дата                 | Место встречи | Соперник   | Голы | Счёт | Турнир                           |
| -- | -------------------- | ------------- | ---------- | ---- | ---- | -------------------------------- |
| 1. | 17 ноября 1982 года  | Дублин        | Ирландия   | 1    | 3-3  | Квалификация на ЕВРО-1984        |
| 2. | 29 мая 1983 года     | Рейкьявик     | Исландия   | 1    | 0-1  | Квалификация на ЕВРО-1984        |
| 3. | 21 декабря 1983 года | Севилья       | Мальта     | 2    | 12-1 | Квалификация на ЕВРО-1984        |
| 4. | 29 февраля 1984 года | Люксембург    | Люксембург | 1    | 0-1  | Товарищеский матч                |
| 5. | 20 июня 1984 года    | Париж         | ФРГ        | 1    | 0-1  | Чемпионат Европы по футболу 1984 |
| 6. | 24 июня 1984 года    | Париж         | Дания      | 1    | 1-1  | Чемпионат Европы по футболу 1984 |
| 7. | 19 февраля 1986 года | Эльче         | Бельгия    | 1    | 1-1  | Товарищеский матч                |

## Награды
- Чемпион Испании: 85/86; 86/87; 87/88
- Обладатель Кубка УЕФА: 85/86